# Kędzierzyn-Koźle
Kędzierzyn-Koźle [kɛɲˈʥɛʒɨn ˈkɔʑlɛ] (deutsch Kandrzin-Cosel) ist eine Stadt in der Woiwodschaft Opole (Oppeln) in Polen.

## Geographie
Die Stadt umfasst den gesamten Mündungsbereich der Klodnitz und des Gleiwitzer Kanals in die Oder.

## Geschichte
Das historische Zentrum bildet der links der Oder gelegene Stadtteil Koźle (Cosel). Die Stadtteile rechts des Flusses, wo seit dem 19. Jahrhundert aus kleinen Ortschaften Industrieansiedlungen entstanden, entwickelten sich in der zweiten Hälfte des 20. Jahrhunderts ebenfalls zu Städten.
Der Stadtteil Sławięcice (Slawentzitz) bildete vormals eine Standesherrschaft, zu der die großen Waldgebiete zwischen Oder und Klodnitz gehörten.
Im heutigen Ortsteil Blachownia Śląska entstand ab 1940 das Hydrierwerk Blechhammer der Oberschlesische Hydrierwerke AG. Zeitgleich errichtete die IG Farben in Heydebreck O.S. (heutiger Ortsteil Kędzierzyn) das Hydrierwerk Heydebreck. Zu beiden Unternehmen gehörten die Arbeitslager Blechhammer und das KZ Blechhammer. 1944 fanden mehrere Luftangriffe auf die Werke statt, die wichtigsten Anlagen blieben jedoch unzerstört und wurden nach dem Krieg von den Sowjets vollständig demontiert.
Kędzierzyn-Koźle entstand 1975 durch die Vereinigung der Städte Koźle (Cosel), Kędzierzyn (Kandrzin), Kłodnica (Klodnitz) und Sławięcice (Slawentzitz).

## Politik

### Stadtpräsidentin
An der Spitze der Verwaltung steht die Stadtpräsidentin. Seit 2014 ist dies Sabina Nowosielska von der Platforma Obywatelska. Die Wahl 2024 brachte in Kędzierzyn-Koźle folgendes Ergebnis:
- Sabina Nowosielska (Wahlkomitee „Sabina Nowosielska – Koalicja Obywatelska“) 49,1 % der Stimmen
- Marek Piasecki (Wahlkomitee „Unabhängiges Wahlkomitee Marek Piasecki“) 27,9 % der Stimmen
- Katarzyna Kukolka-Bogocz (Prawo i Sprawiedliwość) 18,7 % der Stimmen
- Anna-Magdalena Tobias (Lewica) 4,3 % der Stimmen

In der daraufhin notwendigen Stichwahl wurde Amtsinhaberin Nowosielska mit 53,7 % gegen Piasecki wiedergewählt.
Die Wahl 2018 brachte in Kędzierzyn-Koźle folgendes Ergebnis:
- Sabina Nowosielska (Platforma Obywatelska) 53,6 % der Stimmen
- Marek Piasecki (Kukiz’15) 20,8 % der Stimmen
- Andrzej Chrzanowski (Prawo i Sprawiedliwość) 19,3 % der Stimmen
- Andrzej Mazur (Sojusz Lewicy Demokratycznej) 6,3 % der Stimmen

Damit gelang Nowosielska bereits im ersten Wahlgang die Wiederwahl.

### Stadtrat
Der Stadtrat von Kędzierzyn-Koźle besteht aus 23 Mitgliedern. Die Wahl 2024 führte zu folgendem Ergebnis:
- Koalicja Obywatelska (KO) 54,9 % der Stimmen, 15 Sitze
- Prawo i Sprawiedliwość (PiS) 22,3 % der Stimmen, 4 Sitze
- Unabhängiges Wahlkomitee Marek Piasecki 19,8 % der Stimmen, 4 Sitze
- Lewica 3,0 % der Stimmen, kein Sitz

Die Wahl 2018 führte zu folgendem Ergebnis:
- Koalicja Obywatelska (KO) 45,0 % der Stimmen, 14 Sitze
- Prawo i Sprawiedliwość (PiS) 22,3 % der Stimmen, 5 Sitze
- Unabhängiges Wahlkomitee Marek Piasecki 18,5 % der Stimmen, 4 Sitze
- Sojusz Lewicy Demokratycznej (SLD) / Lewica Razem (Razem) 9,1 % der Stimmen, kein Sitz
- Wahlkomitee Deutsche Minderheit 5,1 % der Stimmen, kein Sitz

## Verkehr
Die Straße Droga krajowa 40 verbindet die Stadt mit dem Fernstraßennetz.
Der Bahnhof Kędzierzyn-Koźle ist ein Eisenbahnknoten mit der Ost-West-Verbindung von Gliwice nach Nysa, der Nordverbindung nach Opole und der Südverbindung nach Racibórz. Früher bestand ferner eine Nordostverbindung nach Strzelce Opolskie und vom Westbahnhof (Kędzierzyn-Koźle Zachodnie) eine Südwestverbindung nach Baborów.

## Wirtschaft
Die Stadt ist ein Zentrum der chemischen Industrie. In Kędzierzyn-Azoty befindet sich das größte Werk zur Herstellung von Stickstoffdünger in Polen. Im Stadtteil Blachownia Śląska gibt es eine weitere große Chemiefabrik sowie ein Kraftwerk.

## Stadtgemeinde

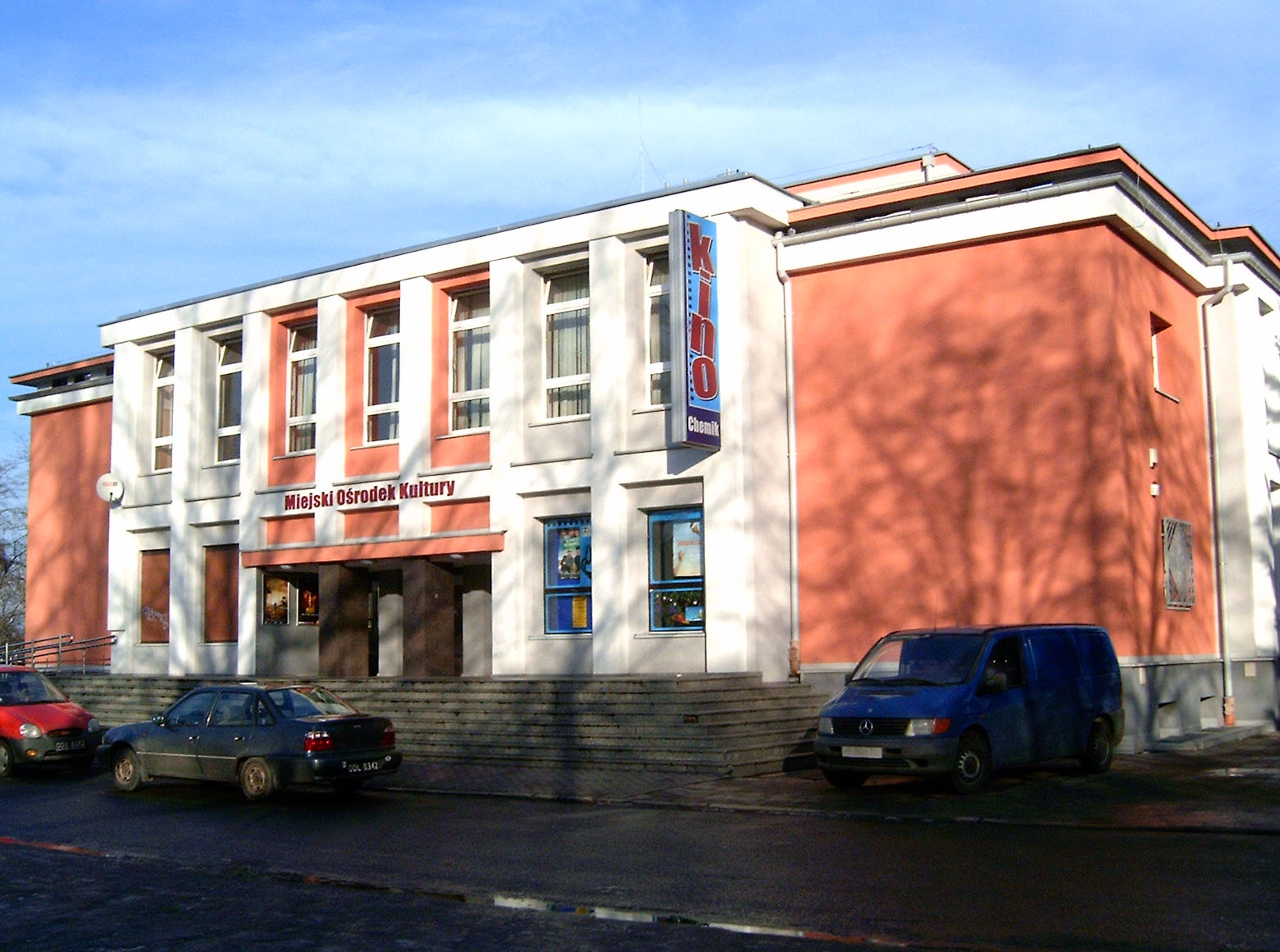
Kulturhaus und Kino „Chemik“

Zur Stadtgemeinde Kędzierzyn-Koźle gehören folgende Orte:
- Azoty (entstanden unter dem Namen „Heydebreck-Süd“)
- Blachownia Śląska (Medar-Blechhammer, von 1936 bis 1945: Blechhammer)
- Cisowa (Czissowa, 1933–1945: Dünenfeld)
- Kędzierzyn (Kandrzin-Pogorzelletz, 1929–1934: Kandrzin, 1934–1945: Heydebreck O.S.), 1951 Stadtrecht
- Koźle (Cosel), 1298 Stadtrecht
- Koźle Port (Cosel Oderhafen)
- Koźle Rogi (Cosel Rogau)
- Kłodnica (Klodnitz), 1973 Stadtrecht
- Kuźniczka (Kuschnitzka)
- Lenartowice (Lenartowitz, 1936–1945 Waldbrücken)
- Miejsce Kłodnickie (Miesce, 1934–1945 Luisental)
- Sławięcice (Slawentzitz, 1936–1945 Ehrenforst), 1973 Stadtrecht

## Söhne und Töchter der Stadt
Nach Geburtsjahr geordnet
- Georg Niffka (1898–1975), deutscher Sportfunktionär und SS-Offizier
- Siegfried Schunke (* 1938 in Klodnitz), Offizier der Luftwaffe, Chronist und Ehrenmitglied des Corps Marcomannia Breslau zu Köln[8]
- Tomasz Kamusella (* 1967), Professor, Europäische Studien des Sprachgebrauchs sowie Minderheitssprachen bei der Bildung der Nationalstaaten
- Robert Węgrzyn (* 1968), polnischer Politiker, Abgeordneter im Sejm
- Darius Kampa (* 1977), Fußballprofi beim 1. FC Nürnberg und bei der SpVgg Unterhaching
- Raphael Schäfer (* 1979), Fußballprofi beim 1. FC Nürnberg
- Anna Bieleń-Żarska (* 1979), Tennisspielerin
- Toony (* 1984), deutsch-polnischer Rapper
- Mathias Wittek (* 1989), Fußballprofi beim 1. FC Heidenheim
- Aleksandra Sikora (* 1991), Fußballspielerin
- Bartłomiej Mróz (* 1994), Badmintonspieler
- Paulina Ligarska (* 1996), Leichtathletin